# Menarik kecil
Menarik kecil – gatunek pająka z rodziny spachaczowatych i podrodziny Heteropodinae.

## Taksonomia
Gatunek i rodzaj opisane zostały po raz pierwszy w 2022 roku przez Elenę Grall i Petera Jägera na łamach „Zootaxa”. Jako miejsce typowe wskazano arboretum Semengoh na zachodzie malezyjskiego stanu Sarawak. Nazwa rodzajowa oznacza po malajsku „atrakcyjny, fascynujący, interesujący”, zaś epitet gatunkowy oznacza po malajsku „mały”.

## Morfologia
Pająk osiągający od 3,4 do 4,75 mm długości ciała. U okazów przechowywanych w alkoholu karapaks jest żółtawobrązowy z półokrągłym wzorem brązowym i ciemnobrązowymi krawędziami bocznymi i tylną, sternum żółtawobiałe, szczękoczułki, nogogłaszczki i odnóża żółtawobrązowe, natomiast opistosoma (odwłok) od spodu żółta z brązowymi pasami po bokach, a z wierzchu brązowa z żółtym nakrapianiem i ciemnobrązowym tyłem, a u samicy także żółtym pasem poprzecznym. Szczękoczułki mają trzy zęby na krawędzi przedniej, sześć na tylnej, jedną szczecinkę eskortującą oraz 16 lub 17 drobnych ząbków intermarginalnych.
Nogogłaszczki samca charakteryzują się osadzoną na goleni proksymalnie, masywną apofizą retrolateralną o niemal nerkowato nabrzmiałej i zaopatrzonej w płatki części nasadowej oraz ostro zwężającym się ramieniu wierzchołkowym, wyrastającą z tegulum między siódmą lub ósmą godziną, masywną, zakrzywioną, ku szczytowi zwężoną sięgającą wyraźnie poza przednio-boczną krawędź cymbium apofizą tegularną, całkowitym zanikiem konduktora oraz u podstawy szerokim i dalej nitkowatym embolusem. Genitalia samicy cechują się szerszym niż dłuższym polem epigynalnym z dwoma długimi rożkami na przedzie i dwoma słabo widocznymi nabrzmiałościami po bokach. Epigyne pozbawione jest kieszonek epigynalnych i przegrody płatowej, w przedniej połowie zaopatrzone jest w owalny do szczelinastego przedsionek z połączonymi otworami kopulacyjnymi. W tylnej części szerszej niż dłuższej wulwy leżą duże, kuliste spermateki i długie, cienkie przewody zapładniające, biorące początek tylno-bocznie i zakończone przednio-bocznie.

## Rozprzestrzenienie
Pająk orientalny, endemiczny dla Borneo, znany tylko z lokalizacji typowej na terenie malezyjskiego stanu Sarawak.